# Bureau des institutions démocratiques et des droits de l'homme
Le Bureau des institutions démocratiques et des droits de l'homme (ODIHR) est un organe créé par l'Organisation pour la sécurité et la coopération en Europe (OSCE).

## Historique
Le BIDDH de l’OSCE fournit un soutien, une assistance et des avis d’experts aux États participants et à la société civile aux fins de promouvoir la démocratie, l’état de droit, les droits de l’homme ainsi que la tolérance et la non‑discrimination. L'institution est particulièrement active en matière d'observation internationale des élections dans l'ensemble des États participants de l'OSCE ainsi qu'en Afghanistan.

## Directeurs du BIDDH
| Portrait                     | Nom                          | Pays        | Mandat        |
| ---------------------------- | ---------------------------- | ----------- | ------------- |
|                              | Luchino Cortese              | Italie      | 1991–1997     |
|                              | Audrey Glover                | Royaume-Uni | 1994–1997     |
|                              | Gérard Stoudmann             | Suisse      | 1997–2003     |
|                              | Christian Strohal            | Autriche    | 2003–2008     |
| Janez Lenarčič               | Janez Lenarčič               | Slovénie    | 2008–2014     |
| Michael Georg Link           | Michael Georg Link           | Allemagne   | 2014–2017     |
| Ingibjörg Sólrún Gísladóttir | Ingibjörg Sólrún Gísladóttir | Islande     | 2017–2020     |
| Matteo Mecacci               | Matteo Mecacci               | Italie      | 2020–2024     |
|                              | Maria Telalian               | Grèce       | 2024–en cours |